# What’s Your Fantasy
"What's Your Fantasy" это дебютный сингл Ludacris'а из альбомаBack for the First Time. В песне Лудакрис поет вместе с Shawnna. Это сингл и неофициального альбома Лудакриса Incognegro, и из саундтрека к фильму How High. "What's Your Fantasy", как следует из названия, сосредоточена вокруг повествования откровенно сексуальной фантазии.

## Чарты
| Чарт (2000)                                     | Позиция |
| ----------------------------------------------- | ------- |
| U.S. Billboard Hot 100                          | 21      |
| U.S. Billboard Hot R&B/Hip-Hop Singles & Tracks | 10      |
| U.S. Billboard Hot Rap Singles                  | 5       |
| UK Singles Chart                                | 19      |
| U.S Billboard Rhythmic Top 40                   | 5       |
| U.S Billboard Top 40 Tracks                     | 26      |

## Примечание
1. ↑  Ludacris' Chart History. Дата обращения: 24 марта 2007. Архивировано из оригинала 29 сентября 2007 года.